# Scleria latifolia
Scleria latifolia är en halvgräsart som beskrevs av Olof Swartz. Scleria latifolia ingår i släktet Scleria och familjen halvgräs. Inga underarter finns listade i Catalogue of Life.